# 怀沙河
40°24′11″N 116°31′21″E / 40.4031093°N 116.5226322°E
怀沙河是位于北京地区的一条河流，注入怀柔水库。
发源于怀柔区沙峪乡南，先后流经三岔村、沙峪、辛营，在怀柔城区附近汇入怀柔水库。全长28.7 公里，流域面积175.2平方公里，年平均流量4765万立方米。